# Джапаридзе, Александр Бичиевич
Александр (Алёша) Бичиевич Джапаридзе (1899—1945) — грузинский советский альпинист, заслуженный мастер спорта СССР (1941), один из основоположников грузинского альпинизма и один из ведущих альпинистов Грузинской ССР 1930-х и 1940-х годов, внёсший большой вклад в развитие и популяризацию этого вида спорта в Советском Союзе. Младший брат Александры (1895—1974) и Симона Джапаридзе (1897—1929), также известных альпинистов. За свою жизнь Александр Джапаридзе совершил более ста восхождений на горные вершины, 22 из которых были первовосхождениями.
Наиболее известными достижениями Алёши Джапаридзе являются восхождения на горы Тетнульд, Ушба и Казбек, а также ряд траверсов Главного Кавказского хребта. Помимо восхождений на Кавказе, он участвовал в высокогорной памирской экспедиции 1936 года, во время которой совершил несколько попыток покорить пик Ленина, а также принял участие в изучении возможных путей восхождения на пик Сталина (высочайшую вершину СССР, впоследствии — пик Коммунизма, а ныне — пик Исмоила Сомони) и пик Корженевской.
Алёша Джапаридзе погиб при восхождении на Ушбу в октябре 1945 года. Его именем названа вершина в Главном Кавказском хребте, расположенная в верховьях ледника Фытнаргин. Его имя также было присвоено Грузинскому альпинистскому клубу.

## Биография

### Ранние годы, обучение, работа
Александр Джапаридзе родился в 1899 году в селе Хреити, ныне входящем в Чиатурский муниципалитет Грузии. Их семья относилась к княжескому роду Грузии и Имеретии. У его родителей, Бичи и Лиды Джапаридзе, было семеро детей, среди которых Александр был одним из самых младших. Его старшая сестра Александра (1895—1974) и старший брат Симон (1897—1929) также были известными альпинистами.
Александр Джапаридзе учился в Тбилиси, окончил электротехнический факультет Грузинского политехнического института в 1930 году. После этого работал инженером, а затем руководителем группы и главным инженером в системе Гидроэнергопроекта.

### Первые восхождения

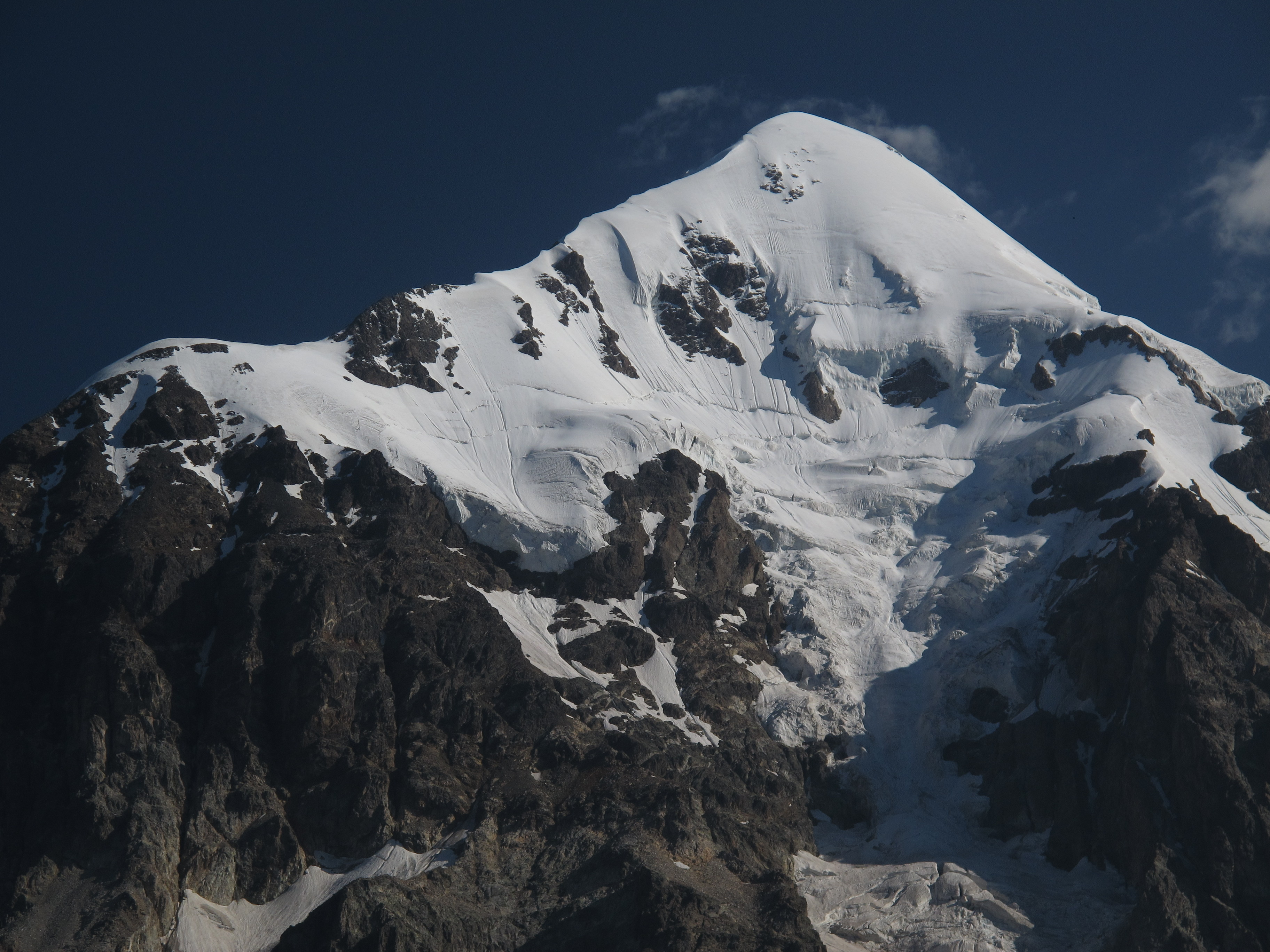
Гора Тетнульд

Первое серьёзное восхождение Алёша Джапаридзе совершил в 1930 году на вершину горы Тетнульд (4869 м) в Верхней Сванетии, через год после того, как при покорении этой же вершины погиб его брат Симон. 11 июля на штурм вершины вышла группа, в которую, кроме Алёши, входили его сестра Александра, а также Ягор Казаликашвили, Васаси Каландаришвили, Адсил Авалиани и Годжи Зуребиани. В густом тумане они вышли к точке, которую приняли за вершину горы (анероид показывал высоту 4900 м), после чего начали спуск. Чтобы развеять сомнения, на следующий день Алёша решил ещё раз подняться на вершину (остальные участники не смогли присоединиться из-за усталости). Достигнув той же точки, что и накануне, он убедился, что вершина Тетнульда находилась примерно в 350 м дальше. После этого он покорил её в одиночку и спустился вниз. Через некоторое время взошёл на неё ещё раз, вместе с Александрой Джапаридзе, Ягором Казаликашвили и Адсилом Авалиани.

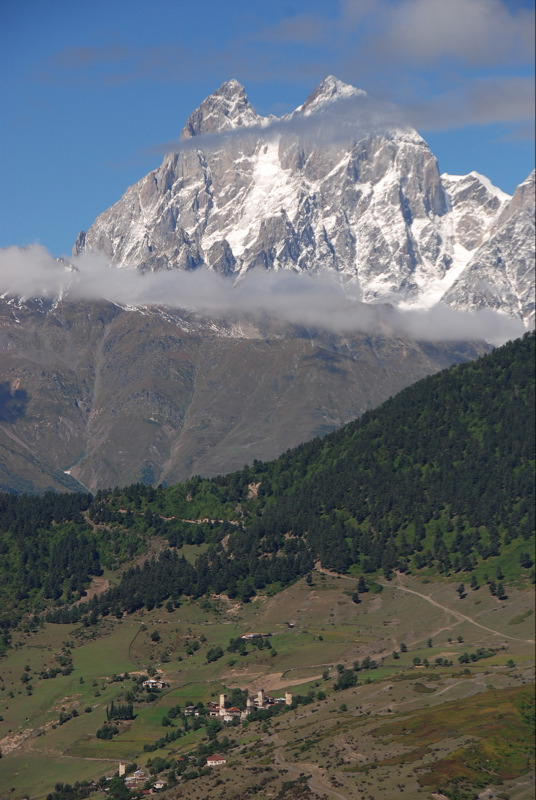
Двуглавая вершина Ушбы

В том же 1930 году, вскоре после восхождения на Тетнульд, Алёша Джапаридзе (вместе со своей сестрой Александрой, Ягором Казаликашвили, Алмацкиром Квициани и Иосифом Киболани) предпринял попытку восхождения на Южную Ушбу, но она не увенчалась успехом — им пришлось отступить с высоты около 4000 м. В январе 1931 года Алёша Джапаридзе пытался найти новый путь на вершину горы Казбек (5034 м) через водораздел между ледниками Девдораки и Абано. Зимняя попытка была неудачной, но в июле того же года Джапаридзе сумел подняться по этому пути на вершину Казбека — впоследствии этот маршрут был назван его именем. В 1932 году совершил несколько первовосхождений на Кавказе — на горы Каратау, Белая Незнакомка, Чёрная Незнакомка и другие. В 1933 году в рамках экспедиции Грузинского географического общества совершил ряд первовосхождений в Верхней Сванетии.
В августе 1934 года Алёша Джапаридзе был руководителем восхождения на Южную Ушбу, на которую поднялся вместе со своей сестрой Александрой, Ягором Казаликашвили и Гио Нигуриани (в состав экспедиции также входили Александр Гвалия, Леван Маруашвили, М. Патаридзе и Иосиф Асланишвили). Это было первое восхождение команды советских альпинистов на эту вершину (до них, в 1929 году, на неё поднимался Василий Семеновский с командой немецкого альпиниста Вилли Меркля). В 1934 году Джапаридзе было присвоено звание «Мастер советского альпинизма».

### Во главе грузинского альпинизма
В 1935 году Джапаридзе работал инструктором альпинизма в топографическом отряде на Центральном Кавказе. В частности, был руководителем восхождения на гору Штавлер (3994 м), на вершине которой был установлен триангуляционный пункт. В том же году вместе со своей сестрой Александрой и другими грузинскими альпинистами участвовал в 1-й альпиниаде профсоюзов. В 1935 году Алёша Джапаридзе был назначен председателем Грузинской республиканской секции альпинизма.
В 1936 году Джапаридзе был инструктором высокогорной экспедиции командиров РККА на Памире. Пять раз пытался покорить пик Ленина, поднимался до высоты около 6500 м, но каждый раз ему приходилось отступать из-за непогоды и опасности схода лавин. После этого с группой альпинистов, в которую входили П. Н. Альгамбров, Евгений Белецкий, Николай Гусак, Данил Гущин и Иван Фёдоров, Джапаридзе участвовал в исследовании района ледника Фортамбек. В частности, эта экспедиция разведывала возможные пути восхождения на пик Сталина (7495 м) — высочайшую вершину СССР (впоследствии — пик Коммунизма, а ныне — пик Исмоила Сомони). Кроме этого, Алёша Джапаридзе вдвоём с Николаем Гусаком провели разведку возможного пути на вершину пика Корженевской (7105 м).

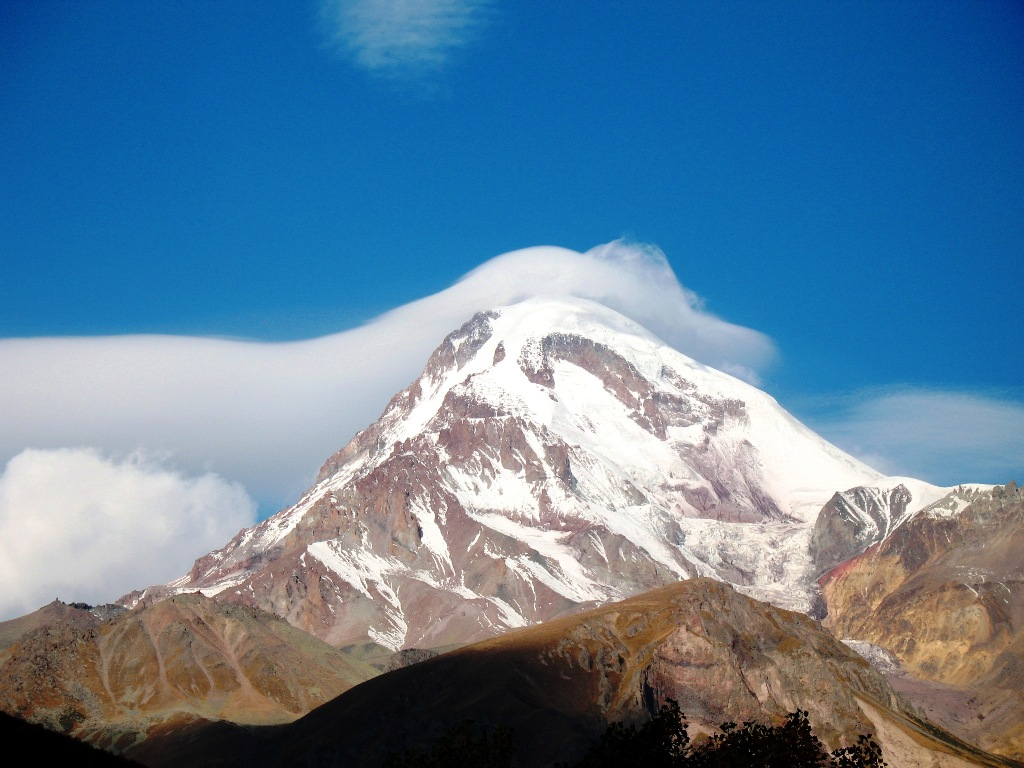
Гора Казбек

В 1937 году Джапаридзе был организатором и руководителем альпиниады в районе горы Казбек, в которой принимало участие около 250 альпинистов. Кроме Казбека, участники альпиниады поднялись на Джимарай, Орцвели и другие вершины. В 1938 году Джапаридзе руководил альпиниадой, целью которой было восхождение на Джимарай. В сентябре 1938 года группа альпинистов, в которую, кроме Алёши и его сестры Александры, входили Константин Джавришвили, Леван Готуа и Иван Галустов, вышла на траверс Главного Кавказского хребта от вершины Мачхапари до вершины Зесхо. По ходу этого траверса, несмотря на осеннюю непогоду, группа прошла 13 вершин и совершила несколько первовосхождений.
Алёша Джапаридзе принимал участие в организационной и исследовательской работе. В 1938—1940 и 1943—1945 годах был председателем Грузинского альпинистского клуба. В 1938 году был также назначен начальником горноспасательной службы ВЦСПС по Грузии. В 1939 и 1945 годах участвовал в организованных Отделом охраны памятников грузинской культуры экспедициях по изучению пещер Уплисцихе, Хвамли, Орхви и Твиши.
В последующие годы сохраняется интерес к траверсам со стороны грузинских альпинистов. В 1940 году команда, в которую входили Алёша, Александра, Габриэль Хергиани, Бекну Хергиани и Годжи Зуребиани, участвовала в технически сложном траверсе части Главного Кавказского хребта от вершины Цурунгал до пика Руставели (по другим данным — до Западной Шхары). По ходу этого траверса группа прошла 20 вершин, и это считалось «выдающимся достижением грузинского альпинизма тех лет». В 1941 году Александру Джапаридзе было присвоено звание заслуженного мастера спорта СССР.

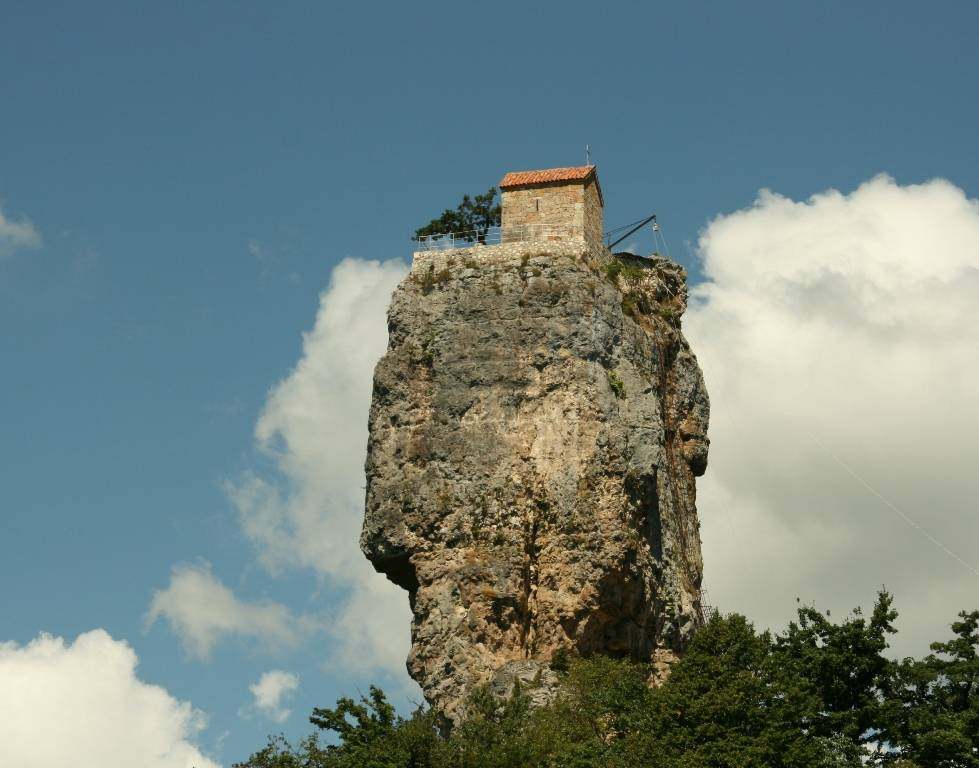
Столп Кацхи (фотография 2010 года)

После начала Великой Отечественной войны Джапаридзе помогал готовить бойцов для горных частей РККА. В 1943 году командование Закавказского фронта поручило ему руководить работой по установке триангуляционных знаков на вершинах в районе гор Казбек, Шавана и Чаухи.
В ноябре 1943 года Алёша Джапаридзе руководил группой альпинистов, которые собирались осуществить зимний траверс вершин Ушбы. Помимо руководителя, в состав группы входили Николай Мухин, Келешби Ониани, Григорий Райзер, Годжи Зуребиани и Телемах Джапаридзе. Несмотря на плохие погодные условия, группе удалось подняться на Южную Ушбу. После этого погода совсем испортилась, и альпинисты не смогли продолжить движение в течение семи дней. Как только наступило небольшое улучшение, им пришлось спускаться вниз, поскольку у них закончились продукты, а также из-за обморожений, которые получили некоторые члены группы.
В июле 1944 года исследовательская группа, которой руководили Джапаридзе и писатель Леван Готуа, совершила подъём на столп Кацхи — известняковый монолит в Имеретии. В состав группы входили архитектор Вахтанг Цинцадзе и писатель Акакий Белиашвили, а также присоединившиеся к ним местные сопровождающие Шуто Попхадзе и Пётр Купатадзе — все они, кроме Белиашвили, взошли на вершину монолита. В частности, участники группы установили, что на вершине когда-то был храм, руины которого были детально исследованы Вахтангом Цинцадзе и описаны в последующих публикациях.

### Последнее восхождение
В 1945 году участники восхождения 1943 года опять собрались осуществить траверс вершин Ушбы. Алёша Джапаридзе, Келешби Ониани и Николай Мухин достигли подножия горы 25 сентября 1945 года. На этот раз они поднялись на Северную Ушбу, где им опять пришлось отсиживаться из-за снежной пурги. Группа наблюдения смогла ненадолго увидеть альпинистов лишь 3 октября, а потом опять разразилась непогода. Наконец, 12 октября их увидели на спуске к седловине. Попытки пробиться на помощь группе Джапаридзе осуществляли спасатели, среди которых были ведущие советские альпинисты. Из-за продолжавшейся непогоды лишь 27 октября группе, в которую входили Евгений Абалаков, Николай Гусак, Бекну Хергиани и Годжи Зуребиани, удалось поняться на седловину Ушбы, у которой они обнаружили забитый крюк, к которому была приделана верёвочная петля. Предположительно, Джапаридзе, Ониани и Мухин погибли в лавине. Датой их гибели считается 12 октября 1945 года.
В 1946 году были продолжены работы по поиску группы Джапаридзе. Группа альпинистов под руководством Ивана Марра поднялясь на Северную Ушбу и сняла оттуда записку Джапаридзе. В верховьях Гульского ледника была найдена оторванная часть палатки группы Джапаридзе с привязанной к ней верёвкой. Только через 12 лет тела членов группы вытаяли на леднике. Алёша Джапаридзе был похоронен в Тбилиси, в Парке имени Кирова (ныне — парк Вере), у которого в то время располагался Грузинский альпинистский клуб.

## Память
- В 1945 году Грузинскому альпинистскому клубу было присвоено имя Алёши Джапаридзе[5].
- Именем Джапаридзе названа вершина в Главном Кавказском хребте — пик Александра Джапаридзе[груз.][5], расположенный в верховьях ледника Фытнаргин.
- В селе Хреити[груз.], входящем в Чиатурский муниципалитет Грузии, в 1981 году был создан Дом-музей братьев и сестры Джапаридзе[18][19].

### Книги А. Б. Джапаридзе
- «უშბა» («Ушба» — Тбилиси, Детюниздат, 1939) (груз.)
- «პამირის მთებში» («В горах Памира» — Тбилиси, Детюниздат, 1940) (груз.)
- «Штурм Ушбы» (Москва, Физкультура и спорт, 1940)[20]
- «თეთნულდი» («Тетнульд» — Тбилиси, Детюниздат, 1948) (груз.)
- «რჩეული ნაწერები» («Избранные произведения» — Тбилиси, 1949, под редакцией Дато Донтуа) (груз.)

### Книги о Джапаридзе
- Котэ Джавришвили «მთის რაინდი ალექსანდრე ჯაფარიძე» («Рыцарь гор Александр Джапаридзе» — Тбилиси, Сабчота Сакартвело, 1962) (груз.)
- Отар Гигинеишвили «Альпинизм в Грузии» (Тбилиси, общество «Знание» ГССР, 1984)[21]